# Fosado
Fosado (aragonesisch Fosau) ist ein spanischer Ort in den Pyrenäen in der Provinz Huesca der Autonomen Gemeinschaft Aragonien. Fosado gehört zur Gemeinde La Fueva. Im Jahr 2015 hatte der Ort 20 Einwohner.
Der Ort ist über die Landstraße N-260 zu erreichen.

## Sehenswürdigkeiten
- Romanische Kirche San Gaudioso, erbaut im 12./13. Jahrhundert
- Ermita San Jorge
- Ermita San Elías